# Томмазон, Сириль
Сириль Томмазон (фр. Cyril Tommasone; род. 4 июля 1987, Вийёрбан) — французский гимнаст, призёр чемпионатов мира и Европы.
Родился в 1987 году в Вийёрбане, гимнастикой занялся с 7 лет. В 2010 году завоевал бронзовую медаль чемпионата Европы. В 2011 году стал обладателем серебряных медалей чемпионатов мира и Европы. В 2012 году принял участие в Олимпийских играх в Лондоне, где стал 16-м в многоборье. В 2014 году завоевал бронзовую медаль чемпионата мира.